# Dutch Graffiti Library
De Dutch Graffiti Library is een Nederlandse stichting die zich richt op het archiveren van de Nederlandse graffiti-cultuur uit de jaren 70, 80 en 90. De stichting werd in 2018 te Haarlem in het leven geroepen door de broers Richard en Marcel van Tiggelen.
Naast het documenteren van de kunststroming is de Dutch Graffiti Library verantwoordelijk voor meerdere publicaties, zowel in gedrukte vorm als online.

## Collectie
De broers Van Tiggelen documenteerden de beginjaren van de Nederlandse graffitibeweging en bouwden hiermee een grote collectie op. De stichting richt zich op de driehoek Amsterdam – Parijs – New York en bevat onder andere origineel graffitiwerk van inmiddels gerenommeerde kunstenaars als Boris Tellegen, Mick La Rock, Zedz en Niels Meulman.

## Publicaties
Officiële publicaties van Dutch Graffiti Library
- Disz. The first Dutch writer bombing the New York City subway (2018)[4]